# 8235 Fragonard
8235 Fragonard eller 2096 P-L är en asteroid i huvudbältet som upptäcktes den 24 september 1960 av den nederländsk-amerikanske astronomen Tom Gehrels och det nederländska astronomparet Ingrid van Houten-Groeneveld och Cornelis Johannes van Houten vid Palomarobservatoriet. Den är uppkallad efter den franske målaren Jean-Honoré Fragonard.
Den tillhör asteroidgruppen Clarissa.